# Regimetheorie
Die Regimetheorie von Robert O. Keohane entstand gegen Ende der 1970er Jahre als Weiterentwicklung der Interdependenztheorie. Beide gelten als Entwicklungsstufen oder Bestandteile des neoliberalen Institutionalismus, einer der wichtigsten Theorien der internationalen Beziehungen.

## Grundlagen
Internationale Regime sind kooperative Institutionen, die durch informelle und formelle, rechtliche und nichtverrechtlichte Strukturen gekennzeichnet sind und Konflikte zwischen Nationalstaaten bearbeiten. Sie sollen die Transaktionskosten reduzieren und ein beidseitiges Geben und Nehmen für alle Beteiligten bewirken. Zwar vertrauen sich die Staaten immer noch nicht, durch Kontrollen innerhalb der Regime soll egoistisch motivierten Auswüchsen jedoch vorgebeugt und entgegengewirkt werden.
Stephen D. Krasner definiert Regimes wie folgend:
implicit or explicit principles, norms, rules, and decision-making procedures around which actors’ expectations converge in a given area of international relations. Principles are beliefs of fact, causation, and rectitude. Norms are standards of behavior defined in terms of rights and obligations. Rules are specific prescriptions or proscriptions for action. Decision-making procedures are prevailing practices for making and implementing collective choice.
Die viergliedrige Struktur ist also:
- Prinzipien (Gemeinsame Grundannahmen),
- Normen (Allgemeine Verhaltensstandards),
- Regeln (Spezifische Verhaltensvorschriften) und
- Verfahren (Konkrete, gemeinsam verabredete Prozeduren).

Sie sollen die Dauerhaftigkeit von Regimen sichern. Trotzdem muss natürlich der Nutzen höher sein als die Kosten!

### Beispiele
Beispiele für Internationale Regime sind:
- Wechselkursregime (wie bspw. das Bretton-Woods-II-Regime)
- Welthandelsregime (GATT, ab 1995: WTO als zentraler Bestandteil)
- Umweltregime, z. B.:
  - Meeresbodenregime
  - Regime zur Reinhaltung des Rheins
  - Ostsee-Anrainer-Regime
- Nichtverbreitungsregime für Nuklearwaffen
- Abrüstungs- und Rüstungskontrollregime (wie bspw. das Missile Technology Control Regime)
- Menschenrechtsregime der UN
- Grenzregime

## Logik
Die Regimetheorie knüpft an der Interdependenztheorie an, eine dauerhafte Kooperation wird für möglich gehalten. Staaten können durch gemeinschaftliches Handeln koordiniert Probleme lösen, ohne dadurch erhöhte Kosten befürchten zu müssen. Hierbei spielt der Faktor Zeit eine wichtige Rolle da aus Fehlern gelernt werden kann und so das Sicherheitsdilemma überwunden wird. Die Errichtung von Regimen ist für Keohane primär sinnvoll, weil Akteure ohne die Existenz einer zentralen Autorität schlechtere Outcomes erreichen können als mit der Existenz einer solchen (siehe dazu auch das Coase-Theorem).

## Bedingungen der Entstehung, der Struktur und des Wandels internationaler Regime

### Systemische Erklärungsansätze
Internationale Regime entstehen als Folge einer besonderen Machtstruktur im internationalen System oder in einem Problemfeld.
- Theorie der hegemonialen Stabilität

Dominante Akteure bilden Regimes. Sie regeln einen Politikbereich im eigenen Interesse und tragen dabei den Großteil der Kosten, während alle anderen profitieren (Nichtausschließbarkeit). Bei Machtverlust des jeweiligen Hegemons verändert sich das Regime.
Einwände: Wie kann die Existenz nicht- oder post-hegemonialer Regime erklärt werden? Erklärungswert für Ost-West-Beziehungen (zwei hegemonial strukturierte Weltsysteme)? Unpräzise Begrifflichkeiten (wie findet man heraus, wie sich eine hegemoniale Stellung verändert?).
- Issue-structure-area-Ansatz

### Spieltheoretische Erklärungsansätze
Sie versuchen, mit Hilfen von Auszahlungsmatrizen Konflikte in der internationalen Politik abzubilden. Aus diesen Auszahlungsmatrizen werden dann Annahmen über das Akteursverhalten formuliert. Dabei unterscheiden sie das „dilemma of common interests“ und das „dilemma of common aversions“.
Unilaterales Verhalten greift zu kurz. Die betroffenen Staaten tun sich zusammen, um suboptimale outcomes langfristig zu vermeiden und kooperatives Verhalten zu stabilisieren (collective action).
Kritik: Probleme bei der eindeutigen Bestimmung der Präferenzordnung und der Komplexitätsreduktion. Regime, die errichtet wurden, um ein „dilemma of common interests“ zu bearbeiten, unterscheiden sich von solchen, die errichtet wurden, um ein „dilemma of common aversions“ zu lösen. Der erste Typ setzt Zusammenarbeit voraus, der zweite Koordination.

### Funktionale Erklärungsansätze
In funktionalen Erklärungsansätzen wird von den erwarteten Folgen eines Regimes auf die Bedingungen seiner Entstehung geschlossen.
Ausgangspunkt ist die Theorie des Marktversagens. Sind in bestimmten Situationen die Ergebnisse der durch Marktmechanismen geleiteten Interaktionen suboptimal, entstehen Regime. Dies, weil sich die Folgeprobleme des Marktversagens durch die Bildung von Regimen ohne die Etablierung einer zentralen Entscheidungsinstanz überwinden lassen (sozusagen multilateral, nach dem Prinzip des Coase-Theorems). Allerdings müssen dann drei Faktoren gegeben sein: Rechtssicherheit, Kommunikation zwischen den Akteuren, geringe Transaktionskosten.
Unter diesen Bedingungen haben Regime drei zentrale Funktionen: Sie etablieren Verhaltenserwartungen, produzieren Informationen und reduzieren Transaktionskosten.
Keohane geht davon aus, dass es zwar schwer ist, ein internationales Regime zu errichten, aber deutlich leichter, es aufrechtzuerhalten.
Die funktionale Regimetheorie kann generelle Aussagen über den post-hegemonialen Fortbestand und die Leistungen existierender Regime machen. Sie erklärt aber kaum ihre Entstehung, da vom Ergebnis auf die Bedingungen der Entstehung geschlossen und nichts über die Wahrscheinlichkeit der Überwindung etwaiger Hemmnisse bei der Regimebildung ausgesagt wird.

### Normativ-institutionelle Erklärungen
Der normativ-institutionelle Ansatz vermutet einen direkten oder indirekten Einfluss von internationalen Institutionen und Organisationen sowie von sich in solchen Institutionen vollziehenden überwiegend machtunabhängigen Prinzipien- und Normentwicklungen auf die Regimestruktur bzw. -entstehung.

### Problemstrukturelle Erklärungsansätze
Problemstrukturelle Erklärungsansätze sagen etwas über die Wahrscheinlichkeit der Herausbildung von internationalen Regimen aus. Diese Wahrscheinlichkeit führen sie auf die Beschaffenheit der zu bearbeitenden Konfliktgegenstände zurück.

### Kognitive Erklärungsansätze
Kognitive Erklärungsansätze ziehen die Wahrnehmungen der politischen Entscheidungsträger zur Erklärung der Entstehung, der Struktur und des Wandels internationaler Regime heran. Ein Regime wird nur gegründet, wenn die Entscheidungsträger auch den Bearbeitungsbedarf von Konflikten erkennen.

### Subsystemische Erklärungsansätze
Suche nach Veränderungen in der Innenpolitik der betroffenen Länder, die eine Einigung auf ein Regime erleichtern, etwa Regierungswechsel, Neuorientierung der Politik usw.
Subsystemische Erklärungen spielen bis heute nur eine untergeordnete Rolle. An einzelnen Beispielen konnte aber nachgewiesen werden, dass Regierungswechsel und damit einhergehend Änderungen in der Außenpolitik die Entstehung internationaler Regime begünstigt.

## Analyse der Wirkung von Regimen
Die empirische Wirkungsanalyse ist wichtig. Realisten glauben mehrheitlich, dass Kooperation nur vorübergehend sein kann, nicht aber Normen und Regeln für längere Zeit schaffen könne. Dass Regime bestimmte Macht- und Interessenkonstellationen überdauern können, weisen sie zurück. Gegenüber dieser Argumentation steht die Regimeanalyse in der Pflicht nachzuweisen, dass die durch internationale Regime verkörperten Prinzipien, Normen, Regeln und Entscheidungsverfahren ein Verhalten hervorrufen, das anders ist als das, welches die Macht- und Interessenstrukturen direkt erzeugen würden (regimes do matter).

### Generelle Wirkungen
Dass Regime bestimmte Macht- und Interessenkonstellationen überdauern können, lässt sich direkt beweisen: Regime, die bereits vor den Ost-West-Konflikten bestanden haben, hatten Bestand, während neue Regime gleich wieder untergingen.

### Spezifische Wirkungen
- Friedenssicherung

Interne internationale Regime: Regeln das Binnenverhältnis der Regimemitglieder.
Externe internationale Regime: Koordinieren das Verhalten der Regimemitglieder gegenüber Drittstaaten.
Interne internationale Regime können eine friedensförderliche Wirkung haben, indem sie problemfeldübergreifend Vertrauen schaffen und die Zahl der Konflikte reduzieren, die eine militärische Auseinandersetzung auslösen können (insbesondere wenn es sich um Sicherheitsregime handelt).
Externen internationalen Regimen kann demgegenüber nicht vorbehaltlos eine friedensförderliche Wirkung unterstellt werden.
- Sozialgerechte und umweltverträgliche Leistungen

Es gilt hier drei Typen von internationalen Regimen zu unterscheiden und auf ihre Wirkungen bei Ungleichheiten einzugehen:
- Markt-orientierte internationale Regime dienen der Stabilisierung von Marktprozessen. Sie tendieren zu polarisierenden Verteilungsleistungen.
- Nationale-orientierte internationale Regime weisen Regelungs- und Verteilungsbefugnisse im betroffenen Problemfeld den Nationalstaaten zu, binden diese aber an internationale vereinbarte Normen und Regeln. Sie liegen bezüglich ihrer Wirkungen bei Ungleichheiten zwischen markt-orientierten und international-orientierten internationalen Regimen.
- International-orientierte internationale Regime übertragen die Regelungs- und Verteilungsbefugnisse multilateralen Organisationen oder Behörden. Sie entfalten die gerechtesten Wirkungen bei Ungleichheiten, weil sie über ein Instrumentarium verfügen, mit dessen Hilfe kompensatorische Umverteilungen vorgenommen werden können.

### Vorläufige Bilanz der Regimeanalyse
Die Regimediskussion hat wesentliche Innovationen gebracht:
Zunächst hat sie das Verständnis für einen unverzichtbaren neuen Gegenstand gebracht. Das realistische Paradigma wurde dadurch dahingehend verändert, dass das Verständnis von internationaler Politik als einem norm- und regellosen Geschehen modifiziert wurde. In Gestalt des Neo-Realismus wurden gar Beiträge zur Erklärung des Zustandekommens dieser Normen zu erbringen versucht.
Schließlich sind Regime zu einem wichtigen Anwendungsgebiet spieltheoretischer Untersuchungen über die Determinanten von Kooperation unter der Bedingung von Anarchie geworden.
Darüber hinaus legt die Regimeanalyse nahe, nicht mehr von internationaler Politik als einer Anarchie der Staatenwelt auszugehen, sondern von „regulierter Anarchie“.

## Kritik
Die Regimetheorie gilt einigen Wissenschaftlern mehr oder weniger als ein Plagiat und nicht so sehr als eine originäre Leistung. Dieser Vorwurf wurde besonders dezidiert erhoben vom amerikanischen Politologen Philippe C. Schmitter. Dieser befand 2002 für einige „novelties“ der Internationalen Beziehungen – darunter besonders prominent Keohanes und Krasners „International Regime Analysis“ – dass sie Übernahmen aus dem Neo-Funktionalismus darstellten: “And when there was some theoretical core it often sounded quite familiar to me. […] neo-functionalist thinking turned out to be very much alive, even if it was usually being re-branded as a different animal.”
Die Regimetheorie wird als „Schönwettertheorie“ bezeichnet, ist also laut ihrer Kritiker viel zu idealistisch. Es wird genannt, dass Staaten sich innerlich verändern und somit neue Ziele definieren können und alte Regeln brechen.

## Ein Beispiel: Das Kyoto-Protokoll
- Prinzip: Der Klimawandel entsteht durch das Treibhausgas CO2; daraus resultieren Umweltkatastrophen
- Normen: Der Ausstoß von CO2 ist auf das Nötigste zu beschränken; die internationale Zusammenarbeit betreffend der Senkung von CO2 ist voranzutreiben
- Regeln: Formuliert im Kyoto-Protokoll
- Verfahren: Sog. flexible Mechanismen des Kyoto-Protokolls; Regelmäßige Konferenzen